# Forte del Pozzarello
Il Forte del Pozzarello, o più semplicemente Forte Pozzarello, è una fortificazione costiera situata nel comune di Monte Argentario, sull'omonima altura che si eleva in prossimità del tratto costiero settentrionale del promontorio dell'Argentario.

## Storia
La struttura difensiva costiera fu costruita nella seconda metà dell'Ottocento, ed è stata l'ultima fortificazione in ordine cronologico ad essere stata realizzata nell'area del promontorio dell'Argentario. Progettata nel 1874, l'opera venne ultimata soltanto nel 1888.
La fortificazione fu costruita sotto la giurisdizione del Regno d'Italia, con l'intento di proteggere la costa in prossimità di Porto Santo Stefano, che secondo i progetti dell'epoca doveva diventare una grande base della Marina Militare Italiana. Inoltre, la costa del promontorio dell'Argentario era all'epoca ritenuta il punto più vulnerabile in caso di tentativo di invasione nemica dal mare, vista anche la sua posizione geografica relativamente vicina a Roma, che pochi anni prima era divenuta la nuova capitale del regno.
Una volta inaugurata, la fortificazione divenne la sede di varie esercitazioni di difesa ed offesa, in cui veniva simulato l'avvicinamento dal mare di navi nemiche che dovevano essere colpite dai cannoni posizionati presso la struttura difensiva.
Durante la seconda guerra mondiale venne allestita la contraerea nel tentativo di difendere la zona dai bombardamenti aerei. Dal dopoguerra in poi, la fortificazione fu di fatto trasformata in un grande deposito di armi e munizioni, che venne definitivamente dismesso nel 1975. Dopo la chiusura, la struttura difensiva venne completamente abbandonata, andando incontro ad un rapido ed inesorabile degrado.

## Descrizione
Il Forte del Pozzarello è situato sulla vetta dell'omonima altura, in posizione nascosta ed invisibile sia dal mare che dalla strada litoranea che conduce a Porto Santo Stefano.
Realizzata seguendo i canoni delle fortificazioni militari piemontesi ottocentesche, la struttura difensiva si sviluppa a pianta trapezoidale, che risulta ben apprezzabile dall'alto, protetta all'esterno da profondi fossati che seguono l'andamento delle cortine murarie su ciascun lato. La fortificazione si caratterizza per la presenza di una serie di garitte, che venivano utilizzate durante le esercitazioni.
L'accesso alla fortificazione avviene attraverso una doppia porta ad arco tondo che si apre attraversando l'intero spessore di una delle quattro cortine murarie, che si caratterizzano per il rivestimento bugnato sul lato esterno. La fortificazione si caratterizza per una serie di livelli interrati e nascosti dai costoni dell'altura, che sarebbero stati adibiti a rifugio di sicurezza, quando il forte era in attività, in caso di grave pericolo portato dall'attacco e dall'avanzata di truppe nemiche.